# Sinomach

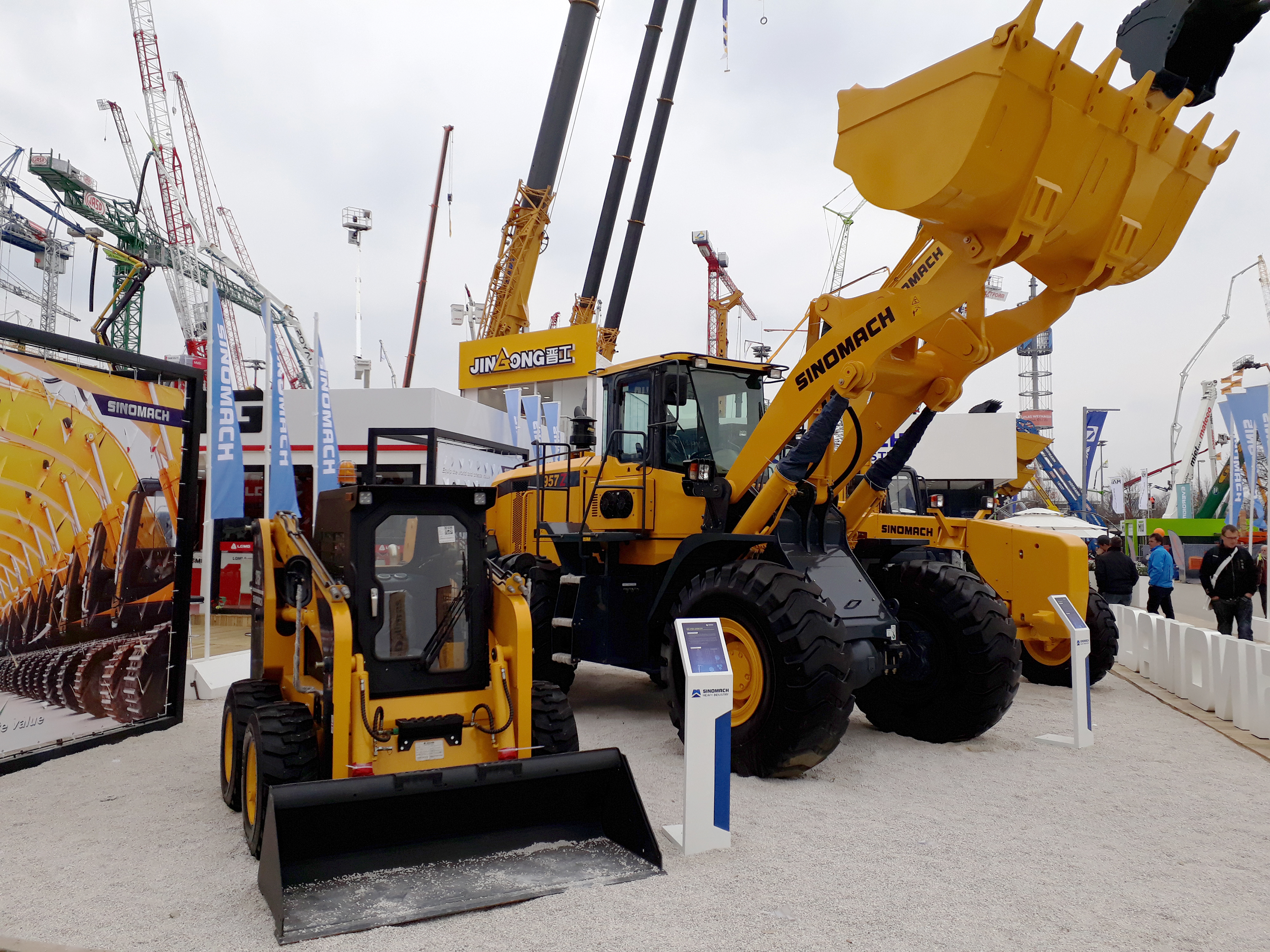
La cargadora de ruedas Sinomach se exhibe en BAUMA 2019

Sinomach, también conocido como China National Machinery Industry Corporation, es un conglomerado chino con negocios en la fabricación de herramientas, equipos de construcción, equipos agrícolas y construcción de infraestructura. En dos áreas particulares de la ingeniería de la construcción, la empresa se encuentra entre las mejores en términos de ingresos de proyectos internacionales. Según las clasificaciones de 2013 compiladas por el  Engineering News-Record , la empresa es el tercer contratista más grande de proyectos de energía y el octavo contratista más grande de proyectos industriales.
Una subsidiaria importante es el YTO Group, principalmente un fabricante de equipos agrícolas. En marzo de 2011, YTO Group adquirió McCormick France SAS, un fabricante francés de tractores, como parte de la estrategia para ingresar al mercado europeo de tractores. Otra subsidiaria importante de la compañía es China Machinery Engineering Corporation (CMEC), un proveedor de ingeniería y construcción servicios. La compañía expresó interés en construir un complejo de 10,000 a 30,000 acres de propiedades industriales, comerciales y residenciales en el área de Boise. El plan se anuncia como una colaboración "para revitalizar la base industrial estadounidense".
En junio de 2017, un conglomerado hermano controlado por SASAC, China Hi-Tech Group Corporation (CHTC), se convirtió en una subsidiaria de propiedad total de Sinomach mediante una reestructuración, como parte de un plan para reducir la cantidad de empresas controladas directamente por SASAC. El 6 de abril de 2017, Sinomach fundó  automotriz marca Zedriv. Zedriv fabrica 4 vehículos eléctricos.